# Maraton för herrar i friidrott vid olympiska sommarspelen 2004
 Maratonlöpning, herrar  vid Olympiska sommarspelen 2004 genomfördes med start i Marathon och målgång i Kallimarmaro Stadion – Marmorstadion - Panathinaikos stadion - 1896 års tävlingsarena i Aten den 29 augusti.

## Medaljörer
| Gren    | Guld                    | Guld    | Silver                   | Silver  | Brons                       | Brons   |
| Maraton | Stefano Baldini Italien | 2:10.55 | Mebrahtom Keflezighi USA | 2:11.29 | Vanderlei de Lima Brasilien | 2:12.11 |

## Resultat
| Placering | Idrottare                     | Tid     | Noteringar |
| --------- | ----------------------------- | ------- | ---------- |
| 1         | Stefano Baldini (ITA)         | 2:10.55 |            |
| 2         | Mebrahtom Keflezighi (USA)    | 2:11.29 | SB         |
| 3         | Vanderlei de Lima (BRA)       | 2:12.11 |            |
| 4         | Jon Brown (GBR)               | 2:12.26 | SB         |
| 5         | Shigeru Aburaya (JPN)         | 2:13.11 |            |
| 6         | Toshinari Suwa (JPN)          | 2:13.24 |            |
| 7         | Erick Wainaina (KEN)          | 2:13.30 |            |
| 8         | Alberto Chaíça (POR)          | 2:14.17 |            |
| 9         | Alberico di Cecco (ITA)       | 2:14.34 |            |
| 10        | Paul Tergat (KEN)             | 2:14.45 |            |
| 11        | Jaouad Gharib (MAR)           | 2:15.12 |            |
| 12        | Alan Culpepper (USA)          | 2:15.26 |            |
| 13        | Leonid Sjvetsov (RUS)         | 2:15.28 |            |
| 14        | Lee Bong-ju (KOR)             | 2:15.33 |            |
| 15        | Ambesse Tolosa (ETH)          | 2:15.39 |            |
| 16        | Gert Thys (RSA)               | 2:16.08 |            |
| 17        | Ji Young-Joon (KOR)           | 2:16.14 |            |
| 18        | Antoni Pena (ESP)             | 2:16.38 |            |
| 19        | Grigorij Andrejev (RUS)       | 2:16.55 |            |
| 20        | Haile Satayin (ISR)           | 2:17.25 |            |
| 21        | Jonathan Wyatt (NZL)          | 2:17.45 |            |
| 22        | Janne Holmén (FIN)            | 2:17.50 |            |
| 23        | Dan Robinson (GBR)            | 2:17.53 |            |
| 24        | Nikolaos Polias (GRE)         | 2:17.56 |            |
| 25        | Ndabili Bashingili (BOT)      | 2:18.09 |            |
| 26        | Pavel Loskutov (EST)          | 2:18:09 |            |
| 27        | José Rios (ESP)               | 2:18.40 |            |
| 28        | Lee Troop (AUS)               | 2:18.46 |            |
| 29        | Michael Buchleitner (AUT)     | 2:19.19 |            |
| 30        | Anuradha Cooray (SRI)         | 2:19.24 |            |
| 31        | Li Zhu-hong (CHN)             | 2:19.26 |            |
| 32        | Joachim Nshimirimana (BDI)    | 2:19.31 |            |
| 33        | Dale Warrender (NZL)          | 2:19.42 |            |
| 34        | Waldemar Glinka (POL)         | 2:19.43 |            |
| 35        | Jong Myong-Chol (PRK)         | 2:19.47 |            |
| 36        | El Hassan Lahssini (FRA)      | 2:19.50 |            |
| 37        | Michal Bartoszak (POL)        | 2:20.20 |            |
| 38        | Ahmed Jumaa Jaber (QAT)       | 2:20.27 |            |
| 39        | Ali Mabrouk El Zaidi (LBA)    | 2:20.31 |            |
| 40        | Samson Ramadhani (TAN)        | 2:20.38 |            |
| 41        | Lee Myong-Seun (KOR)          | 2:21.01 |            |
| 42        | Tomoaki Kunichika (JPN)       | 2:21.13 |            |
| 43        | Jose Alirio Carrasco (COL)    | 2:21.14 |            |
| 44        | Ernest Ndjissipou (CAF)       | 2:21.23 |            |
| 45        | Nicholas Harrison (AUS)       | 2:21.42 |            |
| 46        | Tereje Wodajo (ETH)           | 2:21.53 |            |
| 47        | Aguelmis Rojas (CUB)          | 2:21.59 |            |
| 48        | Abel Chimukoko (ZIM)          | 2:22.09 |            |
| 49        | Saïd Belhout (ALG)            | 2:22.32 |            |
| 50        | Matthew O'Dowd (GBR)          | 2:22.37 |            |
| 51        | Juan Carlos Cardona (COL)     | 2:22.49 |            |
| 52        | Daniele Caimmi (ITA)          | 2:23.07 |            |
| 53        | João N'Tyamba (ANG)           | 2:23.26 |            |
| 54        | Roman Kejžar (SLO)            | 2:23.34 |            |
| 55        | Procopio Franco (MEX)         | 2:23.34 |            |
| 56        | Wu Wen-Chien (TPE)            | 2:23.54 |            |
| 57        | Antoni Bernado (AND)          | 2:23.55 |            |
| 58        | Julio Rey (ESP)               | 2:24.54 |            |
| 59        | Asaf Bimro (ISR)              | 2:25.20 |            |
| 60        | Sisay Bezabeh (AUS)           | 2:25.26 |            |
| 61        | Silvio Guerra (ECU)           | 2:25.29 |            |
| 62        | Mathias Ntawulikura (RWA)     | 2:26.05 |            |
| 63        | Robert Stefko (CZE)           | 2:27.12 |            |
| 64        | Jose Amado Garcia (GUA)       | 2:27.13 |            |
| 65        | Daniel Browne (USA)           | 2:27.17 |            |
| 66        | Han Gang (CHN)                | 2:27.31 |            |
| 67        | Eduardo Buenavista (PHI)      | 2:28.18 |            |
| 68        | Driss El Himer (FRA)          | 2:29.07 |            |
| 69        | Andrés Espinosa (MEX)         | 2:29.43 |            |
| 70        | Mpesela Ntlot Soeu (LES)      | 2:30.19 |            |
| 71        | Franklin Tenorio (ECU)        | 2:31.12 |            |
| 72        | Jose Ernani Palalia (MEX)     | 2:31.41 |            |
| 73        | Dmitrij Burmakin (RUS)        | 2:31.51 |            |
| 74        | Mindaugas Pukstas (LTU)       | 2:33.02 |            |
| 75        | Bat-Ochiryn Ser-Od (MGL)      | 2:33.24 |            |
| 76        | Ronghua Zhu (CHN)             | 2:34.02 |            |
| 77        | Alfredo Arevalo (GUA)         | 2:34.02 |            |
| 78        | Antonio Carlos Zeferino (CPV) | 2:36.22 |            |
| 79        | Valerj Pisarev (KGZ)          | 2:40.10 |            |
| 80        | Zepherinus Joseph (LCA)       | 2:44.19 |            |
| 81        | Marcel Matanin (SVK)          | 2:50.26 |            |
|           | Hendrick Ramaala (RSA)        | DNF     |            |
|           | Zebedayo Bayo (TAN)           | DNF     |            |
|           | Hailu Negussie (ETH)          | DNF     |            |
|           | Viktor Röthlin (SUI)          | DNF     |            |
|           | Al Mustafa Riyadh (BRN)       | DNF     |            |
|           | Romulo Silva (BRA)            | DNF     |            |
|           | Ian Syster (RSA)              | DNF     |            |
|           | Zsolt Bacskai (HUN)           | DNF     |            |
|           | Azat Rakipov (BLR)            | DNF     |            |
|           | Dmytro Baranovskyy (UKR)      | DNF     |            |
|           | Rachid Ghanmouni (MAR)        | DNF     |            |
|           | Rachid Ziar (ALG)             | DNF     |            |
|           | Mustapha Bennacer (ALG)       | DNF     |            |
|           | Andre Luiz Ramos (BRA)        | DNF     |            |
|           | Luis Fonseca (VEN)            | DNF     |            |
|           | Khalid El Boumlili (MAR)      | DNF     |            |
|           | John Nada Saya (TAN)          | DNF     |            |
|           | Gil da Cruz Trindade (TLS)    | DNF     |            |
|           | Jussi Utriainen (FIN)         | DNF     |            |
|           | Jean-Paul Gahimbaré (BDI)     | DNF     |            |
|           | Luc Krotwaar (NED)            | DNS     |            |

## Rekord

### Världsrekord
- Paul Tergat, Kenya - 2:04.55 - 28 september 2003 - Berlin, Tyskland

### Olympiskt rekord
- Carlos Lopez, Portugal – 2:09.21 - 12 augusti 1984 - Los Angeles, Kalifornien, USA

## Tidigare vinnare

### OS
- 1896 i Aten: Spiridon Louis, Grekland – 2:58.50
- 1900 i Paris: Michel Theato, Luxemburg – 2:59.45
- 1904 i S:t Louis: Thomas Hicks, USA – 3:28.53
- 1906 i Aten: William Sherring, Kanada – 2:51.23,6
- 1908 i London: John Hayes, USA – 2:55.18,4
- 1912 i Stockholm: Kenneth McArthur, Sydafrika – 2:36.54,8
- 1920 i Antwerpen: Hannes Kolehmainen, Finland – 2:32.35,8
- 1924 i Paris: Albin Stenroos, Finland – 2:41.22,6
- 1928 i Amsterdam: Ahmed Boughéra El Ouafi, Frankrike – 2:32.57
- 1932 i Los Angeles: Juan Zabala, Argentina – 2:31.36
- 1936 i Berlin: Kitei Son, Japan – 2:29.19,2
- 1948 i London: Delfo Cabrera, Argentina – 2:34.51,6
- 1952 i Helsingfors: Emil Zatopek, Tjeckoslovakien – 2:23.03,2
- 1956 i Melbourne: Alain Mimoun, Frankrike – 2:25.00
- 1960 i Rom: Abebe Bikila, Etiopien – 2:15.16,2
- 1964 i Tokyo: Abebe Bikila, Etiopien – 2:12.11,2
- 1968 i Mexico City: Mamo Wolde, Etiopien – 2:20.26,4
- 1972 i München: Frank Shorter, USA – 2:12.19,8
- 1976 i Montréal: Waldemar Cierpinski, DDR – 2:09.55,0
- 1980 i Moskva: Waldemar Cierpinski, DDR – 2:11.03,0
- 1984 i Los Angeles: Carlos Lopez, Portugal – 2:09.21
- 1988 i Seoul: Gelindo Bordin, Italien – 2:10.32
- 1992 i Barcelona: Young Cho Hwang, Sydkorea – 2:13.23
- 1996 i Atlanta: Josia Thugwane, Sydafrika – 2:12.36
- 2000 i Sydney: Gezahegne Abera, Etiopien – 2:10.11

### VM
- 1983 i Helsingfors: Robert De Castella, Australien – 2:10.03
- 1987 i Rom: Douglas Wakiihuri, Kenya – 2:11.48
- 1991 i Tokyo: Hiromi Tamiguchi, Japan – 2:14.57
- 1993 i Stuttgart: Mark Plaatjes, USA – 2:13.57
- 1995 i Göteborg: Martín Fiz, Spanien – 2:11.41
- 1997 i Aten: Abel Antón, Spanien – 2:13.16
- 1999 i Sevilla: Abel Antón, Spanien – 2:13.36
- 2001 i Edmonton: Gezahegne Abera, Etiopien – 2:12.42
- 2003 i Paris: Jaouad Gharib, Marocko – 2:08.31
- 2005 i Helsingfors: Jaouad Gharib, Marocko – 2:10.10